# Tokyo Disneyland Hotel
Het Tokyo Disneyland Hotel (東京ディズニーランドホテル, Tōkyō Dizunīrando hoteru) is het derde Disney-hotel in Tokyo Disney Resort. Het is tevens het vierde Disneyland Hotel.
Het hotel ligt rechts aan de voorzijde van Tokyo Disneyland met het Tokyo Disneyland monorailstation van de Disney Resort Line. Het hotel laat de vroeg-20e-eeuwse victoriaanse architectuur zien, die ook in de World Bazaar, het monorailstation en de ingang is terug te vinden.
Het hotel bevat 700 kamers, met faciliteiten als restaurants en winkels. Het werd geopend op 8 juli 2008.